# Кондрашев, Сергей Александрович
Сергей Александрович Кондрашёв (1 марта 1923, Сергиев Посад Московской губернии — 22 сентября 2007) — генерал-лейтенант, советский разведчик.

## Биография

Могила Кондрашева на Кунцевском кладбище.

Родился в семье служащего, русский. В 1940 по окончании средней школы поступил в Московский авиационный институт.
В 1944—1947 — референт-переводчик по работе с иностранными делегациями во Всесоюзном обществе культурной связи с заграницей (ВОКС).
11 марта 1947 в качестве переводчика участвовал в допросе Р. Г. Валленберга.
В 1947—1951 — заместитель начальника американского отдела Управления контрразведки МГБ СССР.
С 1951 г. — в службах внешней разведки. В 1951—1953 — заместитель начальника 1-го отдела, а затем — английского отдела 1-го (англо-американского) Управления Комитета информации — ПГУ МГБ. С октября 1953 по 1955 — 1-й секретарь посольства СССР в Великобритании, куратор Джорджа Блейка.
С 1955, вернувшись в Москву, возглавлял 3-й (немецкий) отдел ПГУ. В 1957—1959 — заместитель резидента под прикрытием должности 1-го секретаря посольства СССР в Австрии.
С 1962 — заместитель начальника отдела «Д» (дезинформация, «активные мероприятия»). В 1966—1967 работал в ФРГ.
С 1968 — в Москве; занимал должности начальника австрийско-немецкого отдела ПГУ, начальника службы «А», заместителя начальника внешней разведки, заместителя начальника погранвойск по разведке, старшего консультанта председателя КГБ СССР Ю. В. Андропова по разведке и внешней политике.
Кандидат исторических наук. Владел английским, немецким и французским языками.
С 1992 — на пенсии.

## Награды
- Орден Красного Знамени
- Орден Красной Звезды
- Орден Отечественной Войны 2 степени
- медали
- нагрудный знак «За службу в разведке»
- нагрудный знак «За службу в контрразведке»
- нагрудный знак «За службу в погранвойсках».

## Семья
Отец — Александр Кондрашев, вступил в Московскую дивизию народного ополчения, погиб в июне 1942 г.